# Vilma Orrego
Vilma Orrego Zúñiga (n. Quillota) es una poetisa, prosista, cuentista y narradora chilena.

## Reseña biográfica
Vilma Orrego nació en Quillota. Estudió en el colegio Monjas del Huerto, en el Liceo N°2 de Valparaíso y en el Instituto Comercial de Valparaíso. A partir de los 9 años, Vilma comienza a sentir inquietudes literarias, que plasma en sus cuadernos escolares. Desde esta época es estimulada por sus maestras de la asignatura de Castellano, que ven en ella a la futura poeta.
Entre 1978 y 1979 estudia Literatura en el Instituto Cultural de Las Condes. Miguel Arteche, Premio Nacional de Literatura, invita a Vilma a participar en su Taller 9, del cual es miembro desde 1980 hasta 1989, resaltando por su perseverancia. En esos años Vilma entra en su madurez literaria, publicando en 1983 su obra prima "Un poco de madrugada", la cual es bien recibida por la crítica, que ve en esta obra el comienzo de una poeta destacada.
Es una de las cofundadoras del colectivo El Arca Literaria, junto con Marina Latorre y Melania Tello, cuya misión es "hacer justicia y lograr la igualdad de las escritoras, pertenecientes a la Sociedad de Escritores de Chile, en cuanto a su relación institucional y con sus pares varones."
Ha realizado talleres literarios en diversas épocas, destacándose su labor en El Hogar Español, dirigido a niños de distintas edades con dificultades de aprendizaje.
Se destaca por su labor en el Grupo Fuego de la Poesía, asociación de la cual es actualmente presidenta. De la misma, también fue directora entre 2000-2005, y secretaria entre 2005-2010. 
Es miembro de las siguientes instituciones literarias:
- Sociedad de Escritores de Chile (SECH) (1983-)
- Grupo Caballo de Fuego
- Círculo de Escritores de Viña del Mar
- Agrupación Literaria Cultural Piedra Cielo (socia honoraria)
- P.E.N. Club de Chile (1988-1989)

### Obra literaria
La temática de sus obras es el amor en todas sus formas, especialmente a la naturaleza, los animales, los niños y sus hijos, siendo su principal fuente de inspiración su sentir respecto al mundo, el cual plasma a través de la escritura, lo cual la ha llevado a ser denominada como una escritora sanguínea, vesicular e intimista. Sus obras han sido empleadas como material de estudio en varias universidades de Inglaterra, para servir de apoyo a la enseñanza del castellano.
Hernán Poblete, escritor y crítico, se refiere a la poesía de Vilma Orrego en los siguientes términos: "Una poesía que juega con los vocablos, les saca nuevas luces, vivifica la paradoja. Y sobre todo, una poesía muy propia, personal, sin huellas de maestros ni antepasados." Horacio Hernández Arderson, periodista premiado por la Academia Chilena de la Lengua, refiriéndose a su libro Un poco de madrugada, dice que "Hay en toda la poesía de Vilma Orrego una emoción dulce y contenida, próxima al recogimiento y nunca airada. La inspiración corre por causes profundos e inquietantes, pero en esa simplicidad de las mismas cosas, que van tomando con amor o sorpresa, a veces como un juego triste, posa la tranquilidad de su espíritu."
Miguel Arteche, refiriéndose a los elementos que caracterizan a los poemas de la escritora afirmó "lo que surge claramente de los poemas de Vilma Orrego: concentración de la materia verbal, sobrio empleo de las imágenes (algunas de inquietante belleza), conocimiento de lo que es un verso, por lo tanto, de sus límites [...] lo cual es menos frecuente de lo que se cree. En poesía, por lo menos." Su obra también es elogiada por Christian Roinat, quien fue catedrático de literatura y civilización hispánica en la Universidad Jean Monnet de Saint-Etienne hasta 2009.
Ha sido publicada en más de 120 antologías, entre ellas La Mano Encandilada del Taller 9, PEN, poesía, ensayo, narración, por su cuento Atila, Rey de los Hunos, Poética del Inframundo, Raíz y luz del tiempo: voces de agua y sol, Arpegios poéticos: diez paradigmas de la lírica iberoamericana, 500 Poetas Latinoamericanos,  Antología Caballo de Fuego: treinta escritores de Chile,  El libro de la lluvia: antología poética femenina y Guía de la poesía erótica en Chile. También será incluida en una Antología Bilingüe Español-Francés, a publicarse en Chile próximamente.

## Obras

### Libros
- 1984: Un poco de madrugada
- 1995: Poemas y cuentos al borde de los ríos
- 1998: De olvidos y silencios
- 2002: Ojo de loba
- 2005: Te llamo desde el viento
- 2010: Rincón de la nostalgia
- 2014: Abandonancia o una mujer imperfecta
- 2016: Hijos de la noche

### Antologías
- (2010) Antología de Fuego (Antologadora)

## Distinciones
- Fue premiada en 1987 por la Agrupación Literaria Regional (ALIRE) de Quilpué por su poema Costumbres provincianas
- Fue premiada en el concurso "Poesía panorámica campestre" de la Municipalidad de Quillota